# Nová Ves (Kunčina)
Nová Ves (německy Neudorf) je vesnice, část obce Kunčina v okrese Svitavy. Nachází se asi 2,5 km na západ od Kunčiny. V roce 2009 zde bylo evidováno 131 adres. V roce 2001 zde trvale žilo 323 obyvatel.
Nová Ves leží v katastrálním území Nová Ves u Moravské Třebové o rozloze 8,67 km2.
Na severním okraji obce se nachází přírodní památka Pod Skálou.

## Název
V nejstarším písemném dokladu z roku 1365 je vesnice jmenována jako Malá Kunčina (jméno bylo zapsáno ve smíšené německo-latinské podobě), přívlastkem odlišená od sousední Kunčiny. Krátce nato byla vesnice opuštěna a záhy obnovena. Pro znovuosídlenou ves se používalo jednak jméno Nová Kunčina (německy Neu Kunzendorf), jednak Nová ves (německy Neudorf), z nichž převládlo druhé.

## Historie
První písemná zmínka o obci pochází z roku 1365 (Chunczdorf Parvum).

## Pamětihodnosti
- Kostel svatého Rocha z roku 1857. Bezslohový obdélníkový objekt s věží a půlkruhovým závěrem.[9]
- Kaple svatého Rocha a Šebestiána z roku 1716 byla dřevěná a nacházela se naproti dědičné rychtě. Kaple byla zdemolována roku 1858.[10] Na zaniklou kapli upomíná kříž s pamětním nápisem. Inventář staré kaple přemístěn do kostela sv. Rocha.[11]
- Krucifix z roku 1798. Kříž s Kristem. Na podstavci reliéf Bolestné Panny Marie. Kulturní památka z období klasicismu. [12]
- Sousoší kalvárie z roku 1862 před kostelem svatého Rocha.[9]
- Socha sv. Floriána z roku 1752. Kulturní památka.[13]